# Agnolo di Tura
Agnolo di Tura o Angelo di Tura, detto "il Grasso" (fl. XIV secolo) è stato un cronista italiano vissuto a Siena nel XIV secolo.

## Biografia
Di lui si sa estremamente poco. Di professione calzolaio, fu il prosecutore della Cronica Sanese di Andrea Dei per gli anni che vanno dal 1329 al 1351 dove riportò principalmente ricordi domestici.
Il suo nome viene citato in prima persona in un passo relativo alla peste nera del 1348: